# Ксенжи-Двур (Дзялдовський повіт)
Ксенжи-Двур (пол. Księży Dwór, нім. Niederhof) — село в Польщі, у гміні Дзялдово Дзялдовського повіту Вармінсько-Мазурського воєводства.
Населення — 831 особа (2011).
У 1975-1998 роках село належало до Цехановського воєводства.

## Демографія
Демографічна структура станом на 31 березня 2011 року:
|          | Загалом | Допрацездатний вік | Працездатний вік | Постпрацездатний вік |
| -------- | ------- | ------------------ | ---------------- | -------------------- |
| Чоловіки | 415     | 88                 | 299              | 28                   |
| Жінки    | 416     | 97                 | 248              | 71                   |
| Разом    | 831     | 185                | 547              | 99                   |